# Sinceramente mostro
Sinceramente mostro è il terzo album in studio del rapper italiano Mostro, pubblicato il 3 marzo 2020 dalla Honiro.

## Descrizione
Il disco viene anticipato dal singolo La città. L'unica collaborazione è con il rapper romano Gemitaiz nella traccia Britney nel 2007, secondo singolo del disco, uscito il 14 febbraio del 2020. Sinceramente mostro è stato prodotto dal duo Enemies (composto dal suo storico produttore Yoshimitzu e Andrea Manusso), fatta eccezione per Più ci provo più sbaglio, prodotta da Nick Sick, con il quale Mostro collaborò in passato in Tre stronzi mixtape.
Nella lista tracce compare anche Memorie di uno sconfitto pt. 2, seconda parte di un brano presente nel primo album La nave fantasma. In più, nell'outro dell'ultima traccia Fuck Life, viene annunciato l'inizio della produzione di un nuovo capitolo della serie di mixtape The Illest. Il 17 marzo 2020 è stato pubblicato il videoclip per la quinta traccia Un po' depresso.

## Tracce
1. Nuova luce – 3:04
2. Britney nel 2007 (feat. Gemitaiz) – 2:37
3. Più ci provo più sbaglio – 2:38
4. Tu non mi conosci – 2:39
5. Un po' depresso – 3:14
6. Nostradamus – 2:29
7. Grazie per la vostra attenzione (Skit) – 0:50
8. Memorie di uno sconfitto Pt.2 – 3:09
9. Biatch – 3:13
10. Le belle persone – 3:12
11. La città – 3:22
12. Fuck Life – 3:07